# 大竹周作
大竹 周作（おおたけ しゅうさく、1969年2月21日 - ）は、日本の俳優、声優。長崎県出身。身長170cm、体重55kg。円企画所属。声域はハイバリトン。家族構成は両親と姉。

## 出演

### 映画
- 愛する（1997年）

### テレビ
- ATARU
- 居酒屋兆治
- 和泉教授夫妻シリーズ3 夏泊殺人岬
- 1991 雲仙・普賢岳 〜避難勧告を継続せよ〜 - 松尾助手
- ウルトラマンメビウス 第45話「デスレムのたくらみ」（2007年） - 市民 役
- 奥さまは魔女
- 陽炎の辻〜居眠り磐音 江戸双紙〜 ‐ 小勝
- 家族〜あなたに死刑が宣告出来ますか?〜
- 感染爆発〜パンデミック・フルー - 医師
- キイナ〜不可能犯罪捜査官〜 - 捜査員
- 警官の血
- 外科医 須磨久善
- 憲法はまだか
- こちら本池上署 第1シリーズ - 宮本憲一
- 今夜は営業中!
- 次郎長背負い富士
- 大地の産声が聞こえる 15才いちご薄書
- ダブル
- 徳川慶喜
- 特上カバチ!!
- ドクター小石の事件カルテ3
- 樋口一葉物語
- 非公認戦隊アキバレンジャー シーズン1（ニュースキャスター）
- 陽だまりの樹
- 炎立つ 第一部
- 堀部安兵衛
- 松本清張作家活動40年記念・黒い画集 坂道の家
- 水戸黄門
  - 水戸黄門 第34部 - 大野伊一郎
  - 水戸黄門 第36部 - 松平直利
- 盲目のピアニスト
- 目撃〜ある愛のはじまり〜
- 八重の桜
- 夢暦長崎奉行
- ラッキーセブン
- 龍馬伝
- 軍師官兵衛 - 宇喜多忠家

### 舞台
- 赤ずきんちゃんの森の狼たちのクリスマス
- 海と日傘 - 吉岡
- 永遠: PART1. 彼女
- カシオペアの丘で
- 栗原課長の秘密基地
- 三人姉妹
- 実験
- ジュリアス・シーザー
- そして飯島君しかいなくなった
- 田中さんの青空
- 宙をつかむ
- 長州幕末青春譜・百年一瞬
- 涙の谷、銀河の丘
- まちがいつづき
- ヨーン・ガブリエル・ボルクマン
- 羅生門
- 夫婦[6]

### ラジオ
- 青春アドベンチャー
  - しゃばけ - 仁吉
  - タイムスリップ大坂の陣
  - 蜩の記
  - ゼンダ城の虜
  - 93番目のキミ

### テレビアニメ
- OVERMANキングゲイナー（ベロー・コリッシュ）
- サンダー・ストーン

### ゲーム
- スーパーロボット大戦Z（2008年、ベロー・コリッシュ）
- Another Century's Episode:R（2010年、ベロー・コリッシュ）
- 第2次スーパーロボット大戦Z 破界篇 / 再世篇（2011年 - 2012年、ベロー・コリッシュ） - 2作品